# Záncara
El río Záncara es un río de la parte central de España, uno de los principales afluentes del Guadiana Alto.

## Situación geográfica
- Clasificación decimal: 401.02.03
- Nacimiento: Abia de la Obispalía (Hoja cartográfica: 609), a 1.020 m de altitud
- Desembocadura: Río Gigüela (Hoja cartográfica: 738), a 630 m de altitud
- Longitud: 186 km
- Ciudades que atraviesa: El Provencio y Pedro Muñoz.
- Afluentes principales: Rus, Saona, Córcoles.
- Régimen fluvial: de caudal muy escaso (1,93 m³/s), en muchos de sus tramos se pasa gran parte del año completamente seco.

A lo largo de sus 186 km de recorrido, su cuenca hidrográfica está integrada por dos subunidades, de extensión similar y orientación perpendicular. 
Inicialmente el río discurre en dirección N-S desde los Altos de Cabrejas, al oeste de Cuenca, hasta llegar a El Provencio. A partir de este punto, gira bruscamente hacia el oeste y se adentra en la llanura del acuífero de La Mancha Occidental (acuífero 23). En esta segunda subunidad, y cerca de las Tablas de Daimiel, recibe por la margen izquierda el Canal del Guadiana, procedente del embalse de Peñarroya (Guadiana Alto), que solo lleva agua excepcionalmente. Y aguas abajo desemboca en el río Gigüela (aunque hay autores que citan que es el Cigüela el afluente del Záncara), por su margen izquierda, muy cerca de los Ojos del Guadiana (que actualmente están secos), en el término municipal de Alcázar de San Juan.

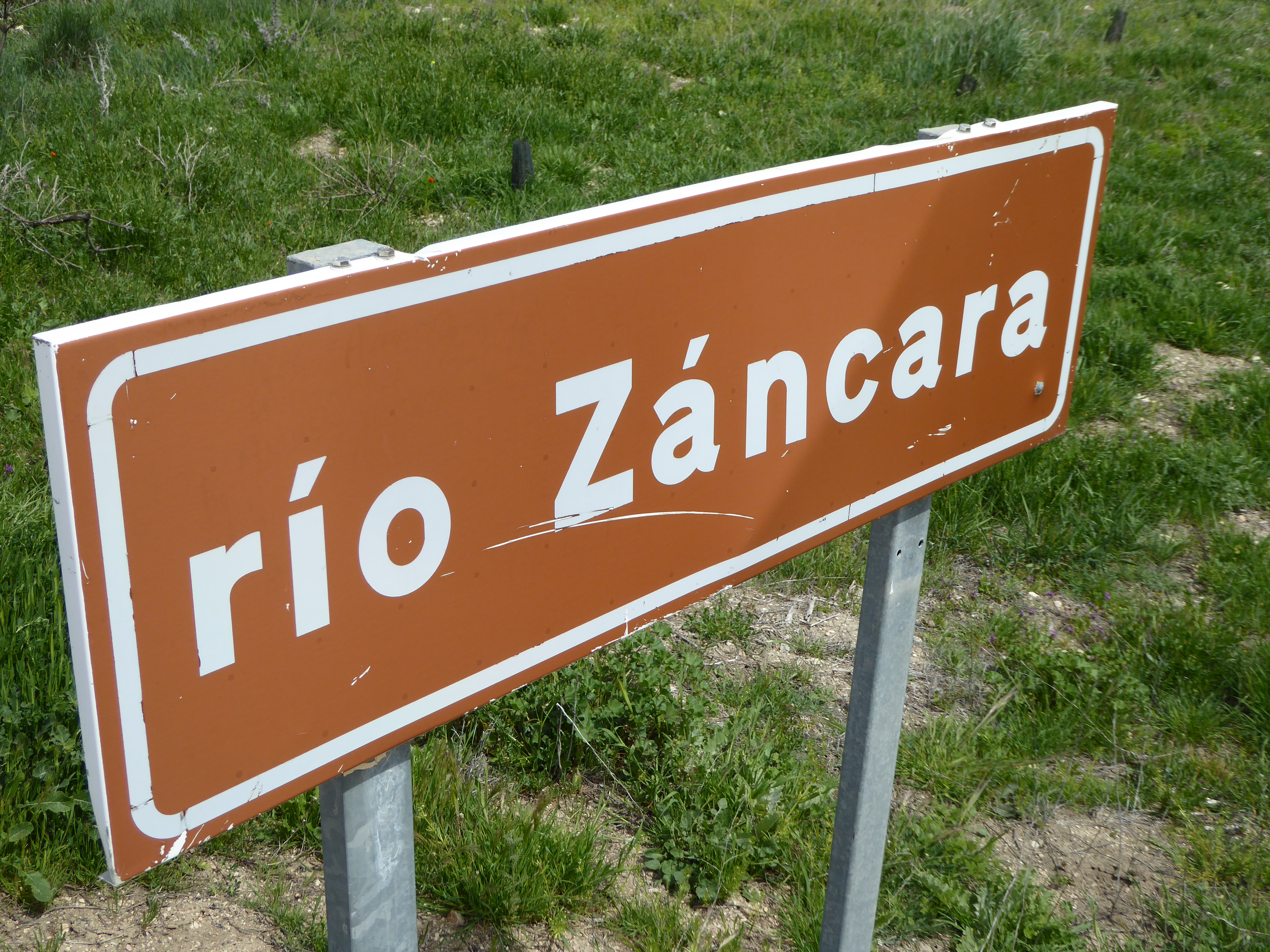
Letrero con el nombre del río

El Záncara es un río profundamente humanizado y con estiajes muy marcados; sobre todo en la zona baja, ya que el acuífero 23 está sobreexplotado y el Záncara, si lleva agua, alimenta el acuífero. Domina el aprovechamiento agrícola de sus riberas, muy llanas y extensas casi desde su nacimiento. El cauce es, en la mayor parte del recorrido, un canal excavado entre cultivos, ocupado por helófitos y sin apenas vegetación de ribera en las márgenes.
El río Záncara se sitúa en su mayor parte en La Mancha, nombre que proviene de la raíz árabe que significa «sin agua», y que constituye una cuenca sedimentaria de litología caliza y muy llana, con un régimen de precipitaciones semiárido (la precipitación media es de 450 mm). La topografía del terreno, casi totalmente llana, y la naturaleza del sustrato que favorece la percolación de las aguas, dificultó considerablemente el desarrollo y encajamiento de la red fluvial, lo que dio lugar a inmensas superficies inundadas a causa del desbordamiento de los ríos y de los aportes de aguas subterráneas; es muy importante la interrelación entre las aguas superficiales y las subterráneas, ya que estas últimas constituyen el recurso hídrico mayoritario en La Mancha (> 70% del total).

## Camino Natural del Río Záncara
El Camino Natural del Záncara cuenta con 186 km distribuidos en cuatro tramos a lo largo de tres provincias de la región manchega: Cuenca, Albacete y Ciudad Real.
| TRAMO                               | ITINERARIO                                        | DISTANCIA (km) | DISTANCIA (km) |
| 1. NACIMIENTO- CASTILLOS-FORTALEZAS | Abia de la Obispalía – Huerta de la Obispalía     | 10,7           | 50             |
| 1. NACIMIENTO- CASTILLOS-FORTALEZAS | Huerta de la Obispalía – Zafra de Záncara         | 16             | 50             |
| 1. NACIMIENTO- CASTILLOS-FORTALEZAS | Zafra de Záncara – Ermita de Villarejo de Fuentes | 23,2           | 50             |
| 2. CASAS-MOLINOS                    | Ermita de Villarejo de Fuentes – Molino Blanco    | 19,8           | 54,2           |
| 2. CASAS-MOLINOS                    | Molino Blanco – El Provencio                      | 34,4           | 54,2           |
| 3. CAÑADAS Y VEREDAS- PUENTE ROMANO | El Provencio – Ermita de San Isidro               | 25,6           | 41,9           |
| 3. CAÑADAS Y VEREDAS- PUENTE ROMANO | Ermita de San Isidro – Ermita del Buen Parto      | 16,3           | 41,9           |
| 4. DESEMBOCADURA                    | Ermita del Buen Parto – Desembocadura             | 39,9           | 39,9           |
|                                     | TOTAL                                             | 186            | 186            |

Este Camino Natural une un mar verde de pinar con un mar interior de viñedos.
Incluye una auténtica riqueza patrimonial: yacimientos, fortalezas, castillos, molinos de agua y de viento, lagunas y complejos lagunares, ermitas, casas de labranza y de encomienda, puentes, vías pecuarias, museos y centros de interpretación.
Forman parte de su cuenca otros ríos descritos como el Camino Natural del Sahona, el Camino Natural del Río Rus
Unido al Camino Natural del Gigüela
Forma parte de la Red Integral de Caminos de Agua de Castilla-La Mancha (RICA-CLM) formada por el Programa “Caminos de Agua” que describe Itinerarios Culturales a lo largo de ríos secundarios de la región manchega.
(ver enlaces más abajo en Bibliografía)